# 狭小菲策吸虫
狭小菲策吸虫（学名：Fischoederius compressus）为腹袋科菲策属的动物。在中国大陆，分布于江苏等地，营寄生生活，宿主獐、水牛以及寄生于瘤胃。该物种的模式产地在江苏。